# シュテックゼ
シュテックゼ (ドイツ語: Stöckse) は、ドイツ連邦共和国ニーダーザクセン州のニーンブルク/ヴェーザー郡東部に位置する町村（以下、本項では便宜上「町」と記述する）で、ザムトゲマインデ・シュタインプケを構成する町村の一つである。

## 地理
シュテックゼはランゲンダム（ニーンブルク/ヴェーザーの市区）とシュタインプケとの間の州有林クレーゼの真ん中に位置しており、郡道3号線および5号線に面している。
| アイストルプ ハスベルゲン   | ヘームゼン              | レーテム (アラー) シュタインプケ       | アールデン (アラー)                    | ホーデンハーゲン シュヴァルムシュテット |
| ニーンブルク/ヴェーザー     | ニーンブルク/ヴェーザー |                                        | シュタインプケ                         |                                         |
| エストルフ ランデスベルゲン | リンスブルク フーズム   | ノイシュタット・アム・リューベンベルゲ | ノイシュタット・アム・リューベンベルゲ | ノイシュタット・アム・リューベンベルゲ  |

### 自治体の構成
自治体としてのシュテックゼはシュテックゼ村落とヴェンデン集落（ローエ集落を含む）とからなり、ザムトゲマインデ・シュタインプケを構成する町村の一つである。

## 歴史
シュテックゼに関する最初の文献記録は1180年のヘルフォルト修道院の所領目録である。古くは、Stockhausen、Stukenhausen、Stockheim、Stöcksen あるいは Stöxe といった表記もなされた。ヴェルペ管区の廃止後、シュテックゼの運営はニーンブルク管区に引き継がれた。

## 行政

### 議会
シュテックゼの町議会は11議席からなる。

## 文化と見所

### 演劇
シュテックゼでめざましいものは屋外劇場である。この劇場はシュテックゼ中心部の小さな森の中にあり、700席の観客席を有している。低地ドイツ語による喜劇や笑劇、あるいは「子供のために子供が演じる」をモットーとする子供劇が上演される。野外劇場はこの他に、様々な種類の特別な催しが行われる住民に愛されている劇場である。
毎年12月の第2週末に旧学校で「デルプヴィーナハト」（村のクリスマス）が行われる。この日には野外劇場での子供クリスマス劇やクリスマスマーケットといったイベントが開催される。

### 見所
- シュテックゼにはシュテックゼ湖という小さな森の湖があり、住民の憩いの場になっている。
- 湖からわずかな距離の森の中に氷河時代に運ばれてきた巨大な漂石「ギービヒェンシュタイン」がある。
- 巨大な石の隣には新石器時代の巨石墓「トイフェルスベット」（悪魔のベッド）がある。この墓の天井石は失われている。
- アールベックのブロック風車は1870年にシュテックゼに移築されたもので、最初に建設されたのはおそらく200年ほど前である。この風車は1930年に停止されたが、2003年から再び稼働している。

## 引用
1. ↑  Landesamt für Statistik Niedersachsen, LSN-Online Regionaldatenbank, Tabelle A100001G: Fortschreibung des Bevölkerungsstandes, Stand 31. Dezember 2023